# Citharexylum macradenium
Citharexylum macradenium là một loài thực vật có hoa trong họ Cỏ roi ngựa. Loài này được Greenm. mô tả khoa học đầu tiên năm 1907.